# Бахмачский район
Ба́хмачский райо́н (укр. Бахмацький район) — упразднённая административная единица, существовавшая с 1923 по 2020 год. В 1923—1925 гг. район входил в состав Конотопского округа Черниговской губернии Украинской ССР Союза ССР, в 1925—1930 гг. — в состав того же Конотопского округа, входящего напрямую в Украинскую ССР. В 1930—1932 гг. район напрямую входил в состав Украинской ССР, а с 1932 по 2020 год — в состав Черниговской области Украинской ССР (до 1991 г.) и Украины. Административный центр — город Бахмач.

## Характеристика района

### Административно-территориальное деление
Бахмачский район граничил с Коропским, Борзнянским, Ичнянским и Талалаевским районами, а также Сумской областью. Всего на территории района было расположено 83 населённых пункта (по данным на 01.01.2006 г.): 2 города (Бахмач и Батурин (с 2008 г.)), 1 пгт (Дмитровка) и 80 сёл. Район состоял из 20 сельских советов, 1 поселкового совета и 2 городских советов.

### География
Максимальная высота района над уровнем моря — 159 м. По территории района протекали такие реки, как Сейм и Дочь на севере, Борзенка — в центре, Остёр и Ромен (приток Сулы) — на юге. Крупных лесных массивов нет. Лесные участки преимущественно сосредоточены на юге, севере и западе. На юге расположены курганы, высота которых превышает 150 м (в частности, Курган Червоная Могила). Ландшафт преимущественно однородный.
Природно-заповедный фонд Бахмачского района представлен 27 природоохранными объектами местного значения: 23 заказника (18 гидрологических, 3 ботанических, 1 лесной, 1 ландшафтный), 1 памятник природы (гидрологический), 1 урочище, 2 парка-памятника садово-паркового искусства. Крупнейшие объекты: лесной заказник Дубина площадью 423 га и Тиницко-Куреньский гидрологический заказник — 405 га.

### Транспорт
Бахмач — один из крупнейших железнодорожных узлов области, связывающий Конотоп, Гомель, Киев, Прилуки и Ромны. Основные железнодорожные станции на территории района: Бахмач-Пассажирский, Бахмач-Товарный, Бахмач-Киевский, Хутор-Халимоново, Халимоново, Чесноковка, Старый Луг, Черёмушки, Курень, Григоровка, Городок, Рубанка.

### Экономика
Бахмач и Батурин — в прошлом крупные промышленные центры района. Ведущие отрасли: машиностроение (тракторное и сельскохозяйственное), пищевая (мясная, маслосыродельная, молочная, хлебобулочная отрасли), лёгкая (текстильная, швейная, первичная обработка льна). Аграрный сектор представлен мясо-молочным скотоводством, свиноводством, зерноводством, льноводством и картофелеводством.

## История
Район был образован в 1923 году. До 15 сентября 1930 года входил в состав Конотопского округа, который до июня 1925 года входил в состав Черниговской губернии. С 15 октября 1932 года до времени упразднения район входил в состав Черниговской области. 30 ноября 1960 года к Бахмачскому району была присоединена часть территории упразднённого Батуринского района. 17 июля 2020 года в результате административно-территориальной реформы район вошёл в состав Нежинского района.

## Археология
На территории района насчитывалось 75 археологических памятников.
Важнейшие археологические памятники района:
| Археологический памятник                                | Количество | Местонахождение                   |
| ------------------------------------------------------- | ---------- | --------------------------------- |
| Поселения эпохи неолита                                 | 3          | Батурин, Пироговка, Пески         |
| Поселения эпохи бронзы                                  | 2          | Бахмач, Батурин                   |
| Курганы с погребениями скифских времён 7—2 вв. до н. э. | 4          | Бахмач, Гайворон, Голенка, Тиница |
| Летописные города периода Киевской Руси                 | 1          | Беловежи-Первые                   |
| Городища периода Киевской Руси                          | 2          | Городище, Голенка, Красне         |

## Достопримечательности
На территории Бахмачского района насчитывались 81 исторический памятник и 2 памятника зодчества. Возле Батурина расположена колокольня Батуринского Свято-Николаевского Крупицкого монастыря. К известным архитектурным памятникам можно отнести замок К. Разумовского (1799—1803 гг.), Воскресенскую церковь — усыпальницу последнего гетмана Украины (1803 г.), дом Кочубея (17—19 вв.). В селе Осич расположен Батуринский Свято-Николаевский Крупицкий монастырь (17—19 вв.), Спасо-Преображенская трапезная церковь (1803—1858 гг.).

## Исчезнувшие населённые пункты
- Батуринское